# Alyssum cilicicum
Alyssum cilicicum là một loài thực vật có hoa trong họ Cải. Loài này được Boiss. & Balansa mô tả khoa học đầu tiên năm 1856.